# Kiscsűri erődtemplom
A kiscsűri erődtemplom műemlékké nyilvánított épület Romániában, Szeben megyében. A romániai műemlékek jegyzékében az SB-II-a-B-12567 sorszámon szerepel.